# 1164
Évszázadok: 11. század – 12. század – 13. század
Évtizedek: 1110-es évek – 1120-as évek – 1130-as évek – 1140-es évek – 1150-es évek – 1160-as évek – 1170-es évek – 1180-as évek – 1190-es évek – 1200-as évek – 1210-es évek
Évek: 1159 – 1160 – 1161 – 1162 –  1163 – 1164 – 1165 – 1166 – 1167 – 1168 – 1169

## Események
- IV. István serege bizánci támogatással újra megtámadja az országot. III. István csapatai Zimonyt ostromolják.
- IV. Hadrián pápa elismeri Uppsalát a svéd katolikus érsekség székhelyeként.
- április 22. - III. Paszkál ellenpápa megválasztása a I. Frigyes német-római császárt támogató bíborosok segítségével.[1]
- II. Olaf norvég király szentté avatása.
- Thomas Becket canterbury érsek és II. Henrik angol király viszályában Becket a pápához és a francia királyhoz fordul segítségért.

## Születések
- Rokudzsó japán császár

## Halálozások
- április 20. – IV. Viktor ellenpápa[2]
- december 31. – III. Ottokár stájer herceg
- Héloïse apátnő, Pierre Abélard felesége
- Szutoku japán császár